# Подолино (Ивановская область)
Подо́лино — село в Палехском районе Ивановской области. Входит в Раменское сельское поселение.

## География
Находится в 2 км к северо-востоку от Палеха.

## История
В XVII веке Подолино принадлежало роду Пушкиных.
В 2005—2009 административный центр Подолинского сельского поселения.

## Население
| 1859 | 1905 | 2010 |
| ---- | ---- | ---- |
| 528  | ↘226 | ↘140 |

## Упразднённое Подолинское сельское поселение
Бывшая глава Подолинского сельского поселения — Кухаркина Татьяна Дмитриевна.
В состав Подолинского сельского поселения входили сёла Мелешино, Подолино, деревни Анютино, Барышки, Беликово, Богатищи, Зименки, Иваньково, Лукино, Мухино, Прудово, Сергеево, Фомино. 27 июня — день Подолинского сельского поселения.

## Экономика
Основное предприятие села — СПК «Подолино» (с/х производство).

## Инфраструктура
Имеется также дом культуры (хор народной песни «Горница»), библиотека, медицинский пункт, газификация.

## Русская православная церковь
Ранее в селе были две церкви: храм Архистратига Михаила и Крестовоздвиженский.

## Люди, связанные с селом
В Подолино родился Павел Дмитриевич Баженов (1904—1941), мастер палехской миниатюры.

## Достопримечательности
Основная достопримечательность — источник Тихвинской Божией Матери.